# Bacolo di Sorrento
Bacolo (Campania, VII secolo – Sorrento, 27 agosto 660) fu un vescovo campano, vescovo di Sorrento. Venerato come santo dalla Chiesa cattolica, Bacolo è considerato uno dei Santi Patroni della città di Napoli.

## Biografia
Relativamente scarne e poco verosimili sono le notizie biografiche su questo vescovo. Una sua Vita, composta nel IX secolo, lo menziona come vescovo della città di Sorrento,  oltre a fornirgli delle particolari caratteristiche fisionomiche, ispirate probabilmente all'iconografia dell'epoca.
La lunghezza e l'origine del suo episcopato sono dubbie: l'Ughelli ha proposto il VII secolo, mentre alcuni bollandisti hanno precisato che la sua carica non andò oltre l'anno 660. Come commenta il Lanzoni, non sarebbe altrettanto improbabile che il santo sia vissuto tra il IV e il V secolo, dato che la sua tardiva Vita non fornisce alcuna indicazione cronologica.
La devozione popolare vuole che la sua morte sia avvenuta il 27 agosto di un anno imprecisato, forse il 660, data in cui Sorrento ne ricorre la memoria. Il suo corpo venne sepolto nelle mura della città e poi trasferito nel tempio di San Felice.